# نجا فلفيتشية
نجا فلفيتشية (الاسم العلمي:Najas welwitschii) هي نوع من النباتات تتبع جنس النجا من فصيلة الحب المائية.